# Falstaff (Weinjournal)

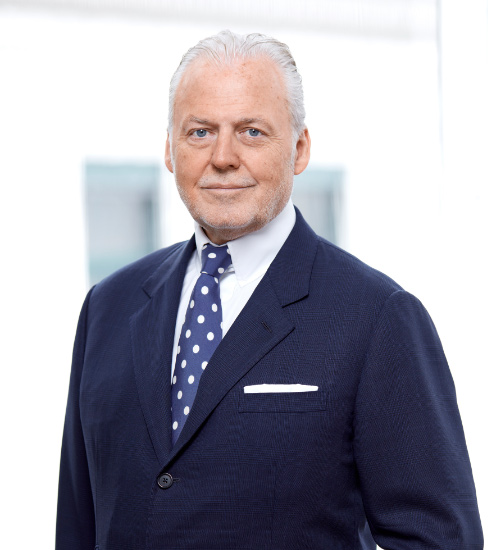
Falstaff-Herausgeber Wolfgang M. Rosam, 2018

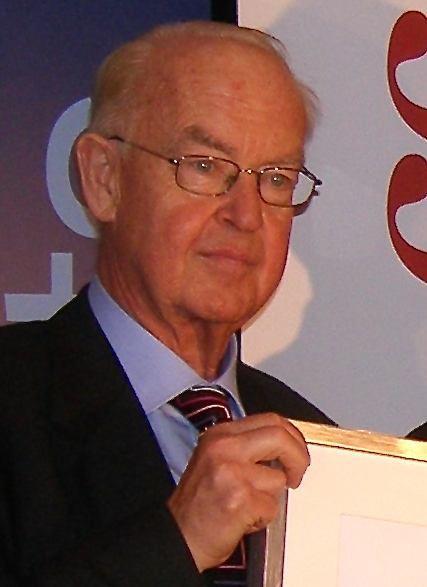
Falstaff-Gründer Helmut Romé, 2006

Falstaff  ist ein österreichisches Magazin, das sich mit den Themen Wein, Kulinarik und Reisen beschäftigt. Es ist das älteste und auflagenstärkste Weinmagazin Österreichs und wird im deutschsprachigen Raum publiziert. In Deutschland und der Schweiz werden eigenständige Ausgaben von Falstaff herausgegeben.

## Geschichte
Das Falstaff-Magazin wurde 1980 von den Wirtschaftsjournalisten Hans Dibold und Helmut Romé mit finanzieller Unterstützung des Unternehmers Leo Wallner gegründet. Im Jahr zuvor hatte Helmut Romé sein Werk Die großen Weine Österreichs herausgebracht, es gilt als Meilenstein der österreichischen Weinpublizistik. Romé bestimmte die Geschicke des Falstaff-Magazins 29 Jahre lang von 1980 bis 2009.
Im Jahr 2009 stockte Wolfgang M. Rosam seine Anteile am Falstaff Verlag von 25 auf 74 Prozent auf, der gleichnamige Guide gehörte ihm damals schon zu 100 Prozent. Die Gründer Helmut Romé und Hans Dibold schieden aus; Dibolds Tochter Sonja Buttenhauser und ihr Mann hielten zu diesem Zeitpunkt die übrigen 26 Prozent.
Seit 2010 befand sich das Magazin zu 90 Prozent im Besitz von Wolfgang M. Rosam, die restlichen zehn Prozent gehörten seiner Frau Angelika. Im Jahr 2017 erwarb das ehemalige Volkswagen-Vorstandsmitglied Christian Klingler 23 Prozent am Falstaff Verlag, die restlichen 77 Prozent verblieben im Besitz der Familie Rosam.
Das Magazin berichtet über Wein, Essen, kulinarische Reisen und Lebensstil. Laut Media-Analyse 2019/2020 erreichte es 925.000 Leser im erweiterten Leserkreis und 201.000 Stammleser. Der Analyse zufolge hat es einen Bekanntheitsgrad von 65 Prozent in der Gesamtbevölkerung und 88 Prozent unter Weinliebhabern. 2010 startete der Verlag ein Online-Portal, das eine Datenbank mit über 140.000 Degustations-Notizen von Weinen enthält. Dieses Portal wurde ursprünglich vom ehemaligen Online-Chefredakteur Bernhard Degen konzipiert. Mittlerweile erreicht die Webpräsenz monatlich rund eine Million Menschen im deutschsprachigen Raum (Stand 2022).
Neben dem Genussmagazin erscheinen im Falstaff Verlag jährlich ein Restaurantführer, mehrere Weinguides, ein Heurigenguide sowie ein Bar- und Spiritsguide. Der Falstaff Weinguide mit über 4000 österreichischen und Südtiroler Weinen bietet neben einer deutschsprachigen auch eine englisch- und russischsprachige Version. Die im Falstaff Weinguide verzeichneten Weingüter werden seit 2007 mit bis zu fünf Sternen bewertet. Die Weine selbst werden im Guide nach dem 100-Punkte-System – das auch der amerikanische Weinkritiker Robert Parker verwendet – qualifiziert. Im jährlich erscheinenden Falstaff Rotweinguide sind die jeweiligen Gesamtergebnisse des Falstaff-Rotweinpreises verzeichnet, welcher 1980 ins Leben gerufen wurde und als wichtigste nationale Rotweinauszeichnung gilt. Das Verlagsangebot wird durch die Line Extensions Falstaff Living, Falstaff Rezepte, Falstaff Gourmet im Schnee, Falstaff Opernball sowie Corporate Publishing mit den österreichischen Bundesländern ergänzt.
Der Falstaff erhält als Monatstitel in Österreich keine reguläre staatliche Presseförderung. Bei der Veröffentlichung der Medientransparenzdaten für das Jahr 2020 wurde bekannt, dass die öffentliche Hand in diesem Jahr für rund 750.000 Euro in dem Medium inserierte – ein Plus von 85 Prozent.

## Deutschland
Im Frühjahr 2010 gründete das Unternehmen in Deutschland eine Tochterfirma mit Sitz in Düsseldorf, an der die Wiener Falstaff Verlags-GmbH 75 Prozent hält, und brachte im September 2010 die erste eigenständige deutsche Ausgabe des Blattes auf den Markt. Neben dem achtmal jährlich erscheinenden Gourmet-Magazin publiziert Falstaff Deutschland jährlich den Falstaff Gasthausguide und den Falstaff Weinguide Deutschland. Die deutsche Website veröffentlicht Nachrichten und Informationen zur Kulinarik sowie eine Datenbank mit rund 140.000 Weinen und 20.000 Restaurants.

## Schweiz
Im November 2014 ist die erste Schweiz-Ausgabe mit einer Startauflage von 40.000 Stück erschienen. Seit 2015 sind wie in Österreich und Deutschland acht Ausgaben pro Jahr erschienen, seit 2020 sind es neun Ausgaben pro Jahr.

## International (englischsprachig)
Im Juni 2021 wurde die englischsprachige Website falstaff.com veröffentlicht, eine internationale Plattform für die Kulinarik. Eine erste globale Digitalausgabe des Falstaff folgte im Juli 2021. Seit Herbst 2021 erscheinen vier englischsprachige Printmagazine pro Jahr, in einer Auflage von jeweils 100.000 Exemplaren.